# Palais de Cipanas
Le palais de Cipanas, en indonésien Istana Cipanas, est un palais à Cipanas, dans la province de Java occidental en Indonésie. C'est l'un des six palais présidentiels indonésiens.

## Histoire

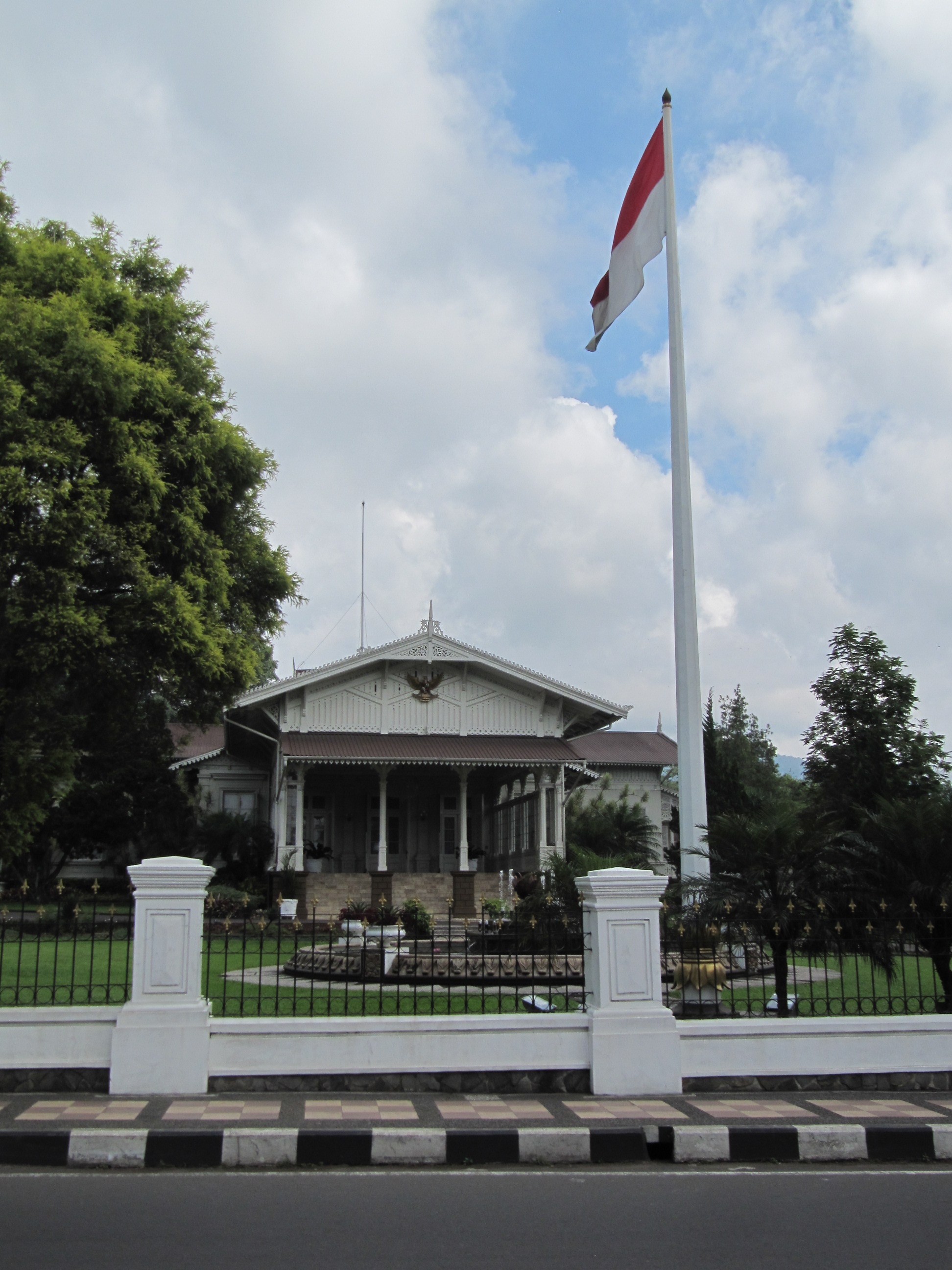
Façade du palais de Cipanas
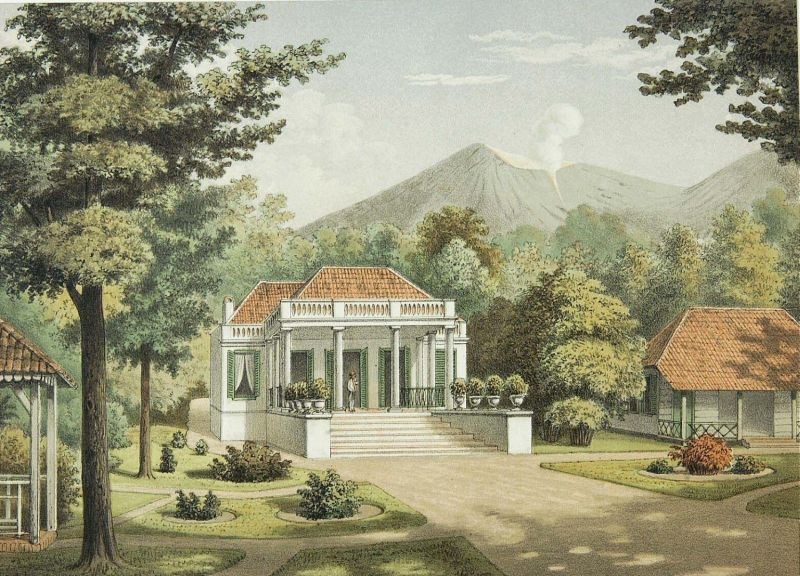
Lithographie du palais de Cipanas en 1880 par Josias Cornelis Rappard
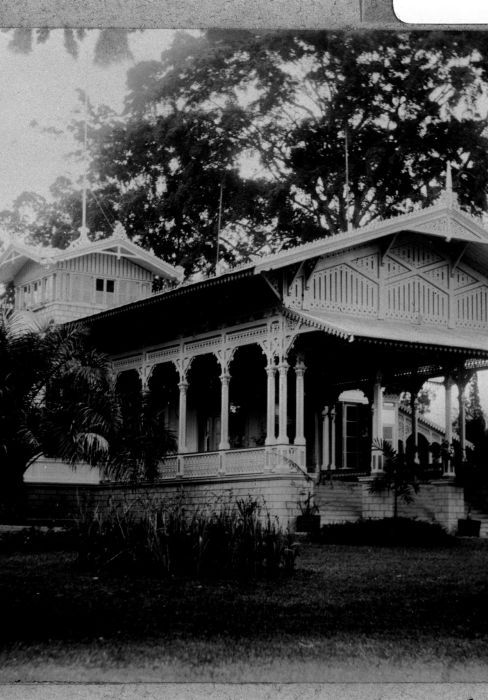
Le palais de Cipanas en 1904
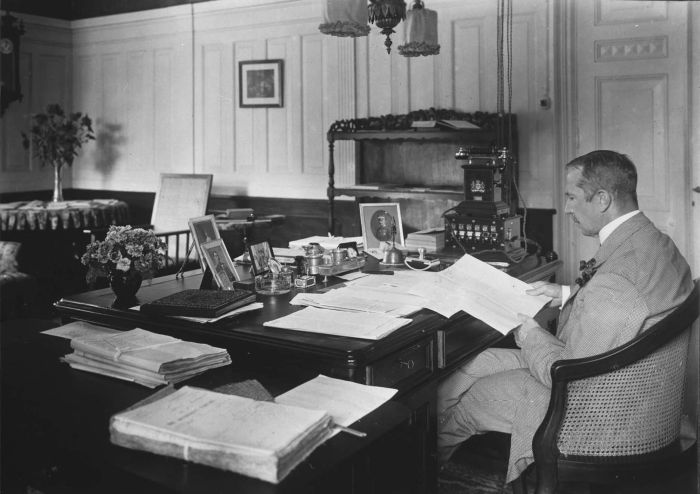
Le gouverneur-général des Indes néerlandaises Johan-Paul van Limburg Stirum à son bureau à Cipanas en 1921
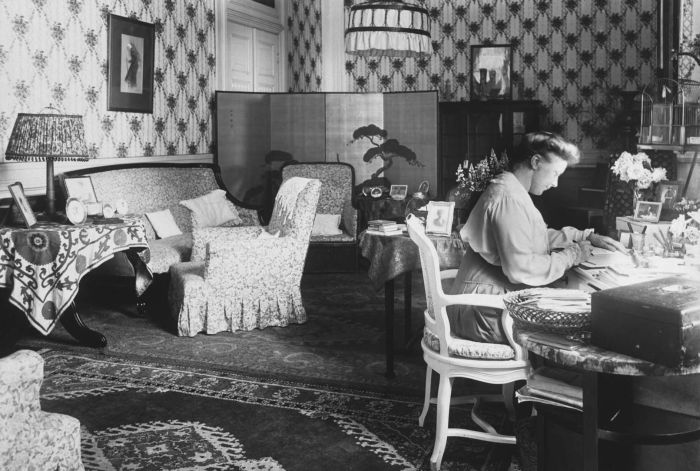
L'épouse du gouverneur-général Johan-Paul van Limburg Stirum en 1921
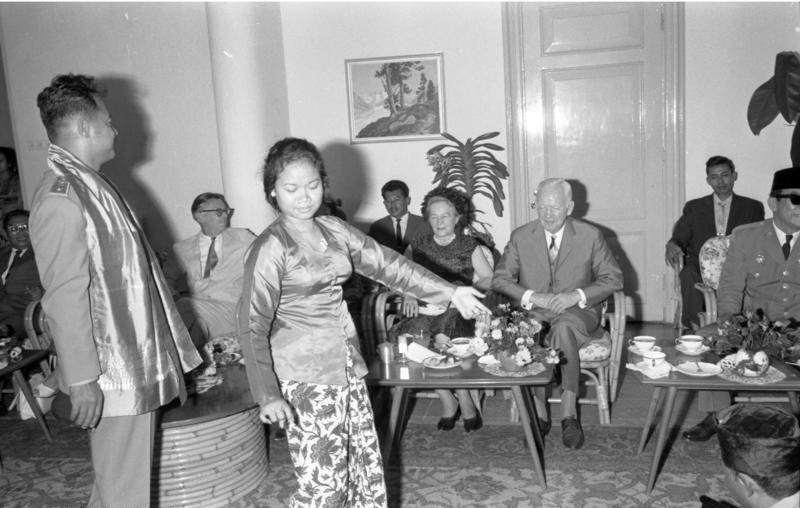
Visite officielle du président de la République fédérale allemande Heinrich Lübke en Indonésie en 1963 en présence de Soekarno